# Алеєвка
Але́євка (рос. Алеевка) — село у складі Ніколаєвського району Хабаровського краю, Росія. Входить до складу Нижньопронгенського сільського поселення.

## Населення
Населення — 60 осіб (2010; 64 у 2002).
Національний склад (станом на 2002 рік):
- нівхи — 80 %